# Фейнманові лекції з фізики
«Фейнма́нові ле́кції з фі́зики» (англ. The Feynman Lectures on Physics) — підручник фізики написаний на основі лекцій Річарда Фейнмана, лауреата Нобелівської премії, якого іноді називають «Великий пояснювач». Лекції були прочитані студентам Каліфорнійського технологічного інституту (Калтех), протягом 1961—1963 рр. Авторами книги є Фейнман, Роберт Б. Лейтон і Метью Сендс.
Книга складається з трьох томів. Перший том присвячений механіці, радіації і теплоті, в тому числі релятивістським ефектам. Другий том присвячений електромагнетизму і матерії. Третій том — квантовій механіці. У ній Фейнман показує, наприклад, як в інтерференційному експерименті можна спостерігати риси квантової механіки. Книга також містить у собі розділи з математики та зв'язок між фізикою та іншими науками.
«Фейнманові лекції з фізики» перекладено десятьма мовами. Понад 1,5 мільйона примірників було продано англійською мовою, і, можливо, навіть більше копій в іншомовних виданнях. Огляд 2013 року в Nature описує книгу так: «простота, краса, єдність… подані з ентузіазмом і розумінням.»
У 2013 році Каліфорнійський технологічний інститут у співпраці з сайтом фейнманових лекцій надав книгу у вільному доступі, на feynmanlectures.caltech.edu.

## Передумови написання книги
До 1960 року Фейнманові відкриття розв'язали цілий ряд невідповідностей у деяких фундаментальних теоріях. Зокрема, це була його робота з квантової електродинаміки, за яку він був удостоєний в 1965 році Нобелівської премії з фізики. Водночас коли Фейнман опинився на вершині своєї слави, факультет Каліфорнійського технологічного інституту почав турбуватися якістю вступних курсів для студентів. Вважалося, що курси були обтяжені старим та недієвим навчальним планом і деякі відкриття останніх років, які було зроблено в Каліфорнійському технологічному інституті, ніяк не допомагали студентам навчатися.